# Borneoridion
Genre
Borneoridion est un genre d'araignées aranéomorphes de la famille des Theridiidae.

## Distribution
Les espèces de ce genre sont endémique du Sabah en Malaisie,.

## Liste des espèces
Selon World Spider Catalog (version 26, 06/04/2025) :
- Borneoridion franki Vanuytven & Deeleman-Reinhold, 2025
- Borneoridion maximum Vanuytven & Deeleman-Reinhold, 2025
- Borneoridion nikkae Vanuytven & Deeleman-Reinhold, 2025
- Borneoridion paradoxum Vanuytven & Deeleman-Reinhold, 2025
- Borneoridion pumilum Vanuytven & Deeleman-Reinhold, 2025
- Borneoridion spinifer Deeleman & Wunderlich, 2011

## Systématique et taxinomie
Ce genre a été décrit par Deeleman et Wunderlich en 2011 dans les Theridiidae.

## Publication originale
- Deeleman & Wunderlich, 2011 : « A new tribe of cobweb spiders (Theridiidae: Theridiinae) from Borneo, Malaysia. » Beiträge zur Araneologie, vol. 6, p. 602-605.